# Sindicat Democràtic d'Estudiants de la Universitat de Barcelona
Het Sindicat Democràtic d'Estudiants de la Universitat de Barcelona (SDEUB) was een verboden democratische studentenvakbond die op 9 maart 1966 in aan de Universiteit van Barcelona in Barcelona (Catalonië) tijdens de dictatuur in Spanje werd opgericht.

## Geschiedenis
De eerste voorlopers van een georganiseerde studentenbeweging dateren van 1820, wanneer studenten en hoogleraren in Cervera voor het eerst hun studeerkamers verlaten en een maatschappelijke stelling innemen. Tijdens de Tweede Spaanse Republiek bestond er sedert 1932 een Federació Nacional d'Estudiants de Catalunya (FNEC) (Nationale Catalaanse Studentenfederatie) die echter in 1939 bij het begin van de militaire dictatuur ontbonden werd. De militanten die de repressie overleefden gingen in ballingschap of in de ondergrond en organiseerden zich vanaf 1944 als het clandestiene Front Universitari de Catalunya (FUC). In ballingschap proberen Heribert Barrera i Costa, Josep Pallach en Claudi Ametlla de studenten in de Catalaanse diaspora in de FNEC te verenigen.
Alle vrije verenigingen worden verboden en studenten zijn vanaf 1943 verplicht zich bij de eenheidsvakbond SEU (Sindicado Español Universitario), een afdeling van de Falange aan te sluiten. Deze organisatie krijgt steeds heftiger kritiek: de organisatie dient duidelijk meer voor sociale controle dan voor het behartigen van de studentenbelangen. Het regime vervangt ze in 1965 door de Asociaciones Profesionales d'Estudiantes (APE) (Beroepsverenigingen voor studenten) waarvoor het in het najaar van 1965 verkiezingen organiseert. De studentenbeweging zoekt naar middelen om het hoofd te bieden aan de officiële verkiezingen en bereidt de creatie van een eigen van het regime onafhankelijke vakbond voor. De officiële verkiezingen op 25 en 30 oktober 2005 worden geboycot. Ondertussen worden overal discrete vergaderingen georganiseerd om de statuten en de beginselverklaring op te stellen. De twee belangrijkste eisen waren de vrijheid van vereniging en de re-integratie van de ontslagen hoogleraar Manuel Sacristán Luzón. 
Op 9 maart 1966 organiseren de studenten, daarin gesteund door democratisch gezinde professoren en een aantal prominenten uit de wereld van kunst en cultuur de stichtingsvergadering van de SDEUB in het kapucijnenklooster van Sarrià. De plaats was tot voor kort voor de opening geheimgehouden. Ze profiteren daarbij van de onschendbaarheid die kerkelijke gebouwen sedert het concordaat tussen de Heilige Stoel en Francisco Franco uit 1953 genieten. Sedert het einde van de jaren 1950 en zeker na het Tweede Vaticaans Concilie waren de betrekkingen tussen het regime en sommige delen van de kerk erg bekoeld. Veel geestelijken en religieuze organisaties steunden discreet het verzet.

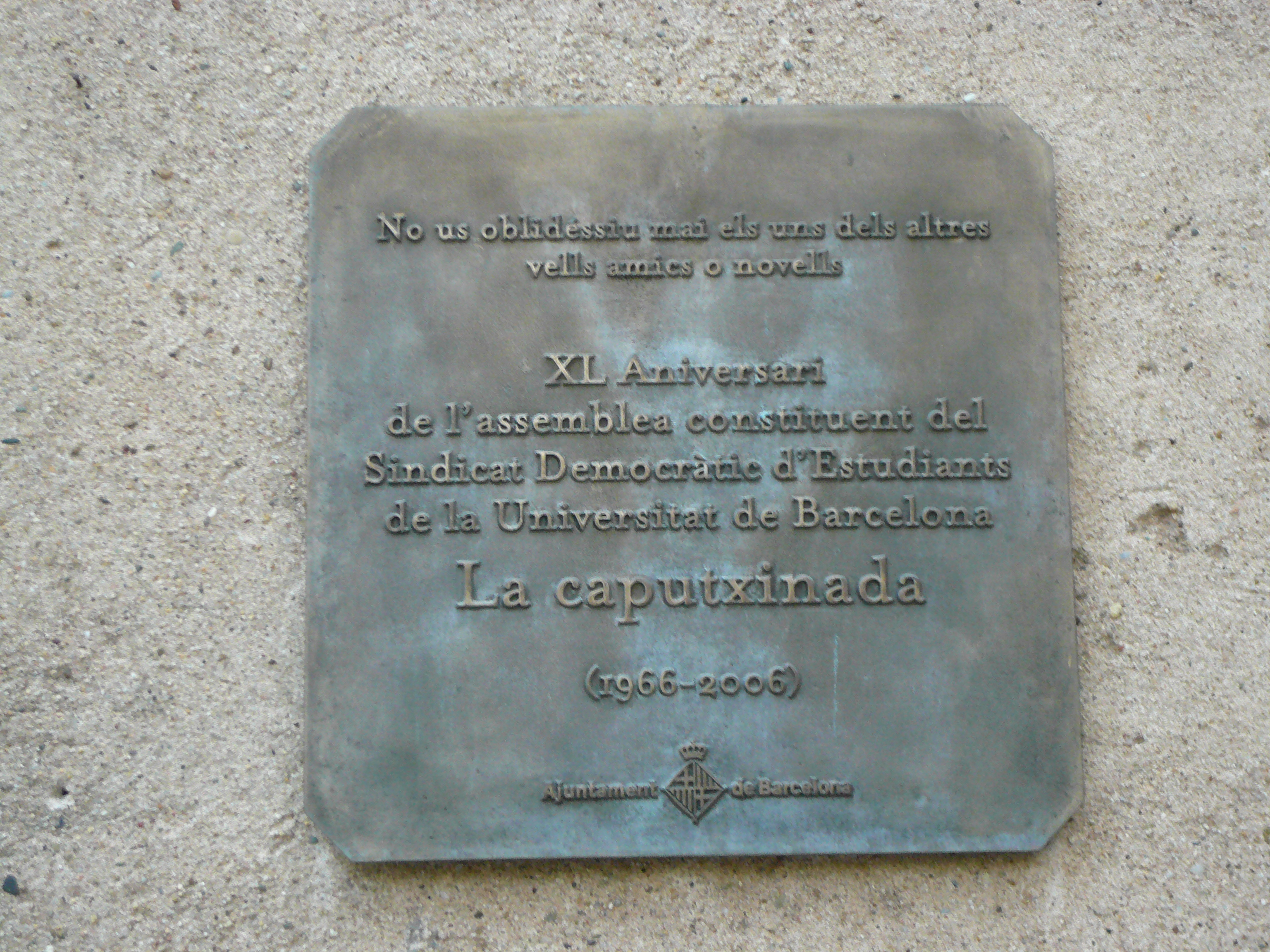
Plaque ter nagedachtenis

Ondanks alle voorzorgsmaatregelen geraakt de geheime politie op de hoogte van het initiatief en omsingelt het gebouw, met de bedoeling de deelnemers bij het buitenkomen te arresteren. Daarop beslissen de aanwezigen, met de logistieke steun van de paters, zich in het gebouw te barricaderen. De derde dag volgt, ondanks het concordaat, een gewelddadige bestorming gevolgd door de arrestatie van alle aanwezigen. Deze gebeurtenissen gaan de geschiedenis in als de Caputxinada.
De SDEUB is de eerste organisatie die er in de geschiedenis van de franquistische dictatuur in slaagt zich tegenover een staatsorganisatie op te stellen. Ondanks samenwerking met universiteiten in andere grootsteden (Madrid, València...) die ook met de SEU en de APE gebroken hadden is de tegenkanting van de staat, de druk op de leden en de onderlinge verdeeldheid te groot. Drie factoren die ertoe bijdragen dat de vakvereniging in 1968 ontbonden wordt.

## Betekenis
Ondanks zijn korte bestaan, betekende de SDEUB-vakbond een keerpunt in de politieke geschiedenis van Spanje tijdens de dictatuur. Het was de eerste keer dat de democratische oppositie een - zij het zeer gedeeltelijke - overwinning behaalde. Bovendien kwam het verzet uit een voor het regime onverwachte hoek: een elitegroep van studenten die voor het grootste deel afkomstig waren uit welstellende families van de conservatieve burgerij.